# Jiang Yutong
Jiang Yutong (8 maggio 2005) è una sincronetta cinese.

## Palmarès
- Mondiali giovanili:

Lima 2024: bronzo nella gara a squadre programma acrobatico

### Coppa del Mondo
- 2 podi:
  - 2 secondi posti (2 nella gara a squadre)